# Sikorsky Glacier
Sikorsky Glacier är en glaciär i Antarktis. Den ligger i Västantarktis. Argentina, Chile och Storbritannien gör anspråk på området. Sikorsky Glacier ligger 678 meter över havet.
Terrängen runt Sikorsky Glacier är kuperad åt nordväst, men åt sydost är den bergig. Trakten är obefolkad. Det finns inga samhällen i närheten. 